# Bresso
Bresso település Olaszországban, Lombardia régióban, Milánó megyében. Lakosainak száma 26 001 fő (2023. január 1.). Bresso Cinisello Balsamo, Cormano, Cusano Milanino, Milánó és Sesto San Giovanni községekkel határos.

## Népesség
A település népességének változása:
| Lakosok száma | 26 240 | 26 285 | 26 259 | 26 001 |
|               | 2013   | 2017   | 2018   | 2023   |